# مولي مالون
مولي مالون (بالإنجليزية: Molly Malone)‏ هي ممثلة أمريكية، ولدت في 2 فبراير 1897 في الولايات المتحدة، وتوفيت في 14 فبراير 1952 بلوس أنجلوس في الولايات المتحدة.

## أعمال

### أفلام
- (1919) ذي هايسيد
- (1919) وراء الكواليس
- (1920) الجراج

## وصلات خارجية
- مولي مالون على موقع IMDb (الإنجليزية)
- مولي مالون على موقع ألو سيني (الفرنسية)
- مولي مالون على موقع أول موفي (الإنجليزية)
- مولي مالون على موقع قاعدة بيانات الأفلام السويدية (السويدية)
- مولي مالون على موقع قاعدة بيانات الفيلم (الإنجليزية)
- مولي مالون على موقع كينوبويسك (الروسية)